# Titanernes kamp
Titanernes kamp (Clash of the Titans) er en amerikansk, højtbudgetteret fantasyfilm fra 1981, skrevet af Beverley Cross, instrueret af Desmond Davis og især berømt for Ray Harryhausens stop-motion-effekter. Det var Harryhausens sidste biograffilm, hvorefter han fik en Oscar for et helt livs filmiske bedrifter.

## Handling
Filmen bygger på græsk mytologi, og handlingen foregår skiftevis i menneskenes verden og blandt de græske guder på Olympen. Hovedperson er sagnhelten Perseus (Harry Hamlin), søn af Zeus, der bliver ven med digteren Ammon (Burgess Meredith) og forelsker sig i den smukke Andromeda (Judi Bowker), som han må frelse fra bl.a. havuhyret Kraken. Blandt Olympens guder ses Zeus (Laurence Olivier), Hera (Claire Bloom), Thetis (Maggie Smith), Afrodite (Ursula Andress), Poseidon (Jack Gwillim), Athene (Susan Fleetwood) og Hefaistos (Pat Roach).
Ray Harryhausens stop-motion-skabninger omfatter bl.a. den deforme, dæmoniske Calibos, den flyvende hest Pegasus, den mekaniske ugle Bubo, den tohovedede vaghund Dioskilos, slangekvinden Medusa, tre kæmpeskorpioner og havuhyret Kraken. Filmens trickeffekter var så omfattende, at Harryhausen, der tidligere altid havde arbejdet alene, på enkelte sekvenser fik assistance fra animatorerne Jim Danforth (der hjalp med Pegasus) og Steven Archer (der hjalp med Bubo). I nogle scener spilles Calibos af skuespilleren Neil McCarthy.

Filmens mest berømte sekvens er Perseus' konfrontation med Medusa, der i filmen har både slangehår og slangekrop, og hvis blik kan forvandle mennesker til sten, hvis de kommer til at se på hende. Hun bor i en tempelkælder, hvor hun bevæbnet med bue og pil glider omkring i mørket og rasler med halen som en klapperslange!
Filmens storslåede, dramatiske musik er komponeret af Laurence Rosenthal, og det heroiske, eventyrlige hovedtema blev i en årrække brugt som intromusik i DR's Troldspejlet.

## Medvirkende
| Skuespiller      | Rolle      |
| ---------------- | ---------- |
| Laurence Olivier | Zeus       |
| Claire Bloom     | Hera       |
| Maggie Smith     | Thetis     |
| Ursula Andress   | Afrodite   |
| Jack Gwillim     | Poseidon   |
| Susan Fleetwood  | Athene     |
| Pat Roach        | Hefaistos  |
| Harry Hamlin     | Perseus    |
| Judi Bowker      | Andromeda  |
| Burgess Meredith | Ammon      |
| Siân Phillips    | Cassiopeia |

## Remake
I 2010 kom Clash of the Titans, der en genindspilning med Sam Worthington som Perseus, Liam Neeson som Zeus og Ralph Fiennes som Hades. Her var de mytologiske væsner skabt med computeranimation.